# Mateusz Cichocki
Mateusz Cichocki (ur. 31 stycznia 1992 w Warszawie) – polski piłkarz występujący na pozycji obrońcy w polskim klubie Radomiak Radom. 

## Kariera klubowa
Treningi piłkarskie rozpoczął w Polfie Tarchomin, a następnie trenował w GKP Targówek. W 2008 roku trafił do juniorów Legii Warszawa. W trakcie swojej kariery grał także na wypożyczeniach w takich zespołach jak Dolcan Ząbki oraz Arka Gdynia.
W lipcu 2015 roku podpisał kontrakt z Ruchem Chorzów, który jest ważny do 30 czerwca 2017 roku z opcją przedłużenia o kolejny sezon. W Ruchu zadebiutował 22 sierpnia 2015 w meczu przeciwko Termalice Bruk-Bet Nieciecza.
W maju 2019 został zawodnikiem Radomiaka, beniaminka Fortuna 1. Ligi, z którym zajął 4 miejsce, zapewniające udział w barażach o Ekstraklasę.

## Statystyki kariery klubowej
Stan na 5 stycznia 2019.
| Klub               | Sezon   | Liga        | Liga  | Liga   | Puchar Polski | Puchar Polski | Suma  | Suma   |
| Klub               | Sezon   | Liga        | Mecze | Bramki | Mecze         | Bramki        | Mecze | Bramki |
| ------------------ | ------- | ----------- | ----- | ------ | ------------- | ------------- | ----- | ------ |
| Dolcan Ząbki       | 2012/13 | I liga      | 14    | 0      | 0             | 0             | 14    | 0      |
| Legia Warszawa     | 2013/14 | Ekstraklasa | 4     | 0      | 1             | 0             | 5     | 0      |
| Arka Gdynia        | 2013/14 | I liga      | 13    | 0      | 4             | 0             | 17    | 0      |
| Dolcan Ząbki       | 2014/15 | I liga      | 32    | 0      | 1             | 0             | 33    | 0      |
| Ruch Chorzów       | 2015/16 | Ekstraklasa | 20    | 0      | 2             | 0             | 22    | 0      |
| Ruch Chorzów       | 2016/17 | Ekstraklasa | 7     | 0      | 2             | 0             | 9     | 0      |
| Zagłębie Sosnowiec | 2017/18 | I liga      | 32    | 1      | 2             | 0             | 34    | 1      |
| Zagłębie Sosnowiec | 2018/19 | Ekstraklasa | 12    | 0      | 0             | 0             | 12    | 0      |
| Radomiak Radom     | 2019/20 | I liga      | 33    | 2      | 0             | 0             | 31    | 2      |
| Ogólnie            | Ogólnie | Ogólnie     | 167   | 3      | 12            | 0             | 146   | 3      |

## Sukcesy

### Legia Warszawa
- Mistrzostwo Polski: 2013/14

### Radomiak Radom
- Mistrzostwo Fortuna 1 Liga: 2020/2021